# Astyanax mexicanus
Astyanax mexicanus е вид лъчеперка от семейство Харациди (Characidae). Видът не е застрашен от изчезване.

## Разпространение
Разпространен е в Мексико и САЩ.

## Описание
На дължина достигат до 12 cm.
Популацията на вида е стабилна.